# چو کوانگ-رایه

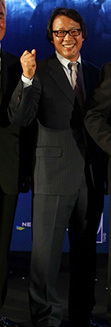
چو کوانگ-رایه - ۲۰۱۳

چو کوانگ-رایه (کره‌ای: 조광래؛ زادهٔ ۱۹ مارس ۱۹۵۴) یک بازیکن فوتبال، و ورزشکار اهل کره جنوبی است.
از باشگاه‌هایی که در آن بازی کرده‌است می‌توان به پوهانگ استیلرز اشاره کرد.